# Gordon Howe
Pour les articles homonymes, voir Howe.
Temple de la renommée : 1972
Gordon Howe, dit Gordie Howe, O.C. (né le 31 mars 1928 à Floral, dans la province de la Saskatchewan, au Canada et mort le 10 juin 2016 à Toledo, dans l'État de l'Ohio, aux États-Unis), est un joueur canadien de hockey sur glace.
Surnommé Mr. Hockey, il est souvent considéré comme l'un des plus grands joueurs de hockey de tous les temps et détient encore plusieurs records. Il commence sa carrière professionnelle en 1946 et au moment de sa retraite, en 1980, il possède entre autres le troisième plus grand nombre de buts marqués en carrière dans la Ligue nationale de hockey, soit 801 (derrière Wayne Gretzky, deuxième, qui en a 894). Howe joue un total de trente-deux saisons professionnelles, dont vingt-cinq avec les Red Wings de Détroit, étalées sur cinq décennies. Au cours de sa longue carrière, il remporta plusieurs trophées de la LNH : il remporte six fois le trophée Art-Ross du meilleur pointeur de la saison, six fois également le trophée Hart du meilleur joueur et il remporte également à quatre reprises la Coupe Stanley en tant que champion des séries éliminatoires de la LNH, à chaque fois avec l'équipe de Détroit. Il participe vingt-deux fois au Match des étoiles de la LNH et est nommé à douze reprises dans la première équipe d'étoiles et neuf fois de plus dans la seconde.

## Biographie

### Son enfance et ses débuts
Gordon Howe est né dans la petite ville de Floral, dans la province de la Saskatchewan au Canada ; il est le sixième enfant de Katherine Shultz et Albert Howe. La famille Howe déménage à Saskatoon alors qu'il est âgé de 9 jours, son père travaillant pour la ville pour 40 cents de dollars canadiens par heure,. Par la suite, les parents Howe auront trois autres enfants, dont Victor Stanley Howe futur joueur de hockey professionnel. En raison de ce maigre salaire, sa mère dut user d'ingéniosité pour réussir à nourrir sa famille de neuf enfants. En raison d'un régime limité, le jeune Howe développe à l'âge de cinq ans un manque de calcium et doit alors prendre des suppléments de vitamines pour corriger ce déficit en plus de commencer un entraînement pour développer les muscles et les os de son corps.
Comme bon nombre de jeunes de son âge, il profite de ses temps libres pour aller jouer sur les surfaces glacées près de chez lui ; il reçoit sa première paire de patins quand une femme faisant du porte à porte vend à la famille Howe une vieille paire de patins pour deux dollars. Il développe petit à petit une passion pour le hockey sur glace et rejoint le club de son école secondaire à l'âge de huit ans. Il passe beaucoup de temps à jouer au hockey mais il lui arrive également de travailler avec son père. Les Rangers de New York de la Ligue nationale de hockey invitent le jeune Howe, alors âgé de 15 ans, à participer au camp d'entraînement de l'équipe de 1943 qui se tient à Winnipeg ; il ne fait pas bonne impression et ayant le mal du pays retourna rapidement chez lui en Saskatchewan. Par la suite, il rejoint les Lions de Saskatoon de la ligue de hockey junior de la Saskatchewan en 1943-1944 avec lesquels il participe à la Coupe Memorial 1945.
À la suite de cette saison, il se présente une nouvelle fois à un camp d'entraînement mais cette fois-ci avec les Red Wings de Détroit ; il y croise Jack Adams, le président de l'équipe, et ce dernier promet au jeune joueur de lui donner un blouson à l'effigie de l'équipe. Étant trop jeune pour signer dans les rangs professionnels, Howe rejoint pour la saison suivante les Red Wings de Galt de l'association de hockey de l'Ontario mais ne joue que les parties hors concours de l'équipe. Il signe son premier contrat le 1er novembre 1945 avec les Knights d'Omaha, franchise affiliée à celle de Détroit dans la United States Hockey League, avec Adams même si le joueur ne veut pas signer dans un premier temps, le blouson promis n'ayant jamais été offert. Au cours de la saison 1945-1946, il amasse un total de quarante-huit points en cinquante-et-une parties en saison régulière. Les Knights d'Omaha terminent la saison à la deuxième place du classement de l'USHL.

### Avec les Red Wings

#### Les premières années (1946-1950)

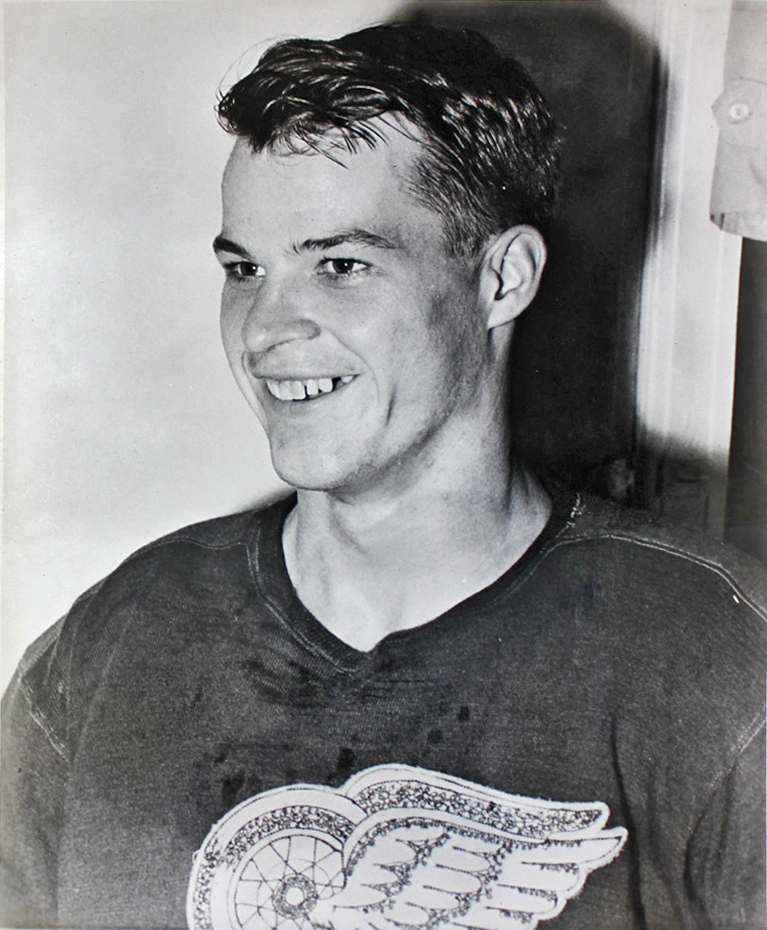
Gordie Howe en 1946-1947.

En 1946-1947, à l'âge de 18 ans, Gordie Howe fait ses débuts dans la Ligue nationale de hockey avec les Red Wings de Détroit. Il fait ses débuts dans la LNH le 16 octobre en jouant un match contre les Maple Leafs de Toronto ; lors de cette première partie, il inscrit un but et également se bat à deux reprises. Il connaît une première saison modeste, y récoltant que sept buts et quinze assistances en cinquante-et-une parties. Il est tout de même un des joueurs ayant le plus gros gabarit à cette époque et ne recule déjà devant personne : lors de sa première partie à Montréal contre les Canadiens, la vedette Maurice Richard nargue la jeune recrue qui réplique en assommant le joueur des Canadiens d'un seul coup de poing. Il est placé sur la même ligne que deux futurs membres du temple de la renommée du hockey, Sid Abel et Ted Lindsay ; la ligne portera par la suite le surnom de The Production Line. Les Red Wings terminent dernière équipe qualifiée pour les séries éliminatoires et sont éliminés dès la première ronde par les Maple Leafs de Toronto en cinq rencontres.
Il joue sa deuxième saison dans la LNH toujours aux côtés d'Abel et de Lindsay et en profite pour doubler son total de points. Les Red Wings terminent la saison à la deuxième place de la LNH sur la saison régulière et passent la première ronde des séries en venant à bout des Rangers de New York au premier tour mais sont éliminés en quatre matchs sans réponse en finale de la Coupe Stanley par les joueurs de Toronto. Le 3 novembre 1948, avant le début de la saison 1948-1949, il est mis en avant par la LNH en étant invité à jouer pour la sélection des meilleurs joueurs qui est opposée aux champions en titre, les Maple Leafs de Toronto lors du deuxième Match des étoiles. Au cours de la rencontre, il reçoit une pénalité de match après s'être battu avec le défenseur de Toronto, Gus Mortson. Lors de la saison régulière 1948-1949, Abel et Lindsay terminent respectivement troisième et quatrième au classement des meilleurs pointeurs de la ligue alors que Howe compte trente-sept points en quarante parties. Les Red Wings finissent premiers de la LNH mais sont une nouvelle fois battus en quatre rencontres lors de la finale de la Coupe Stanley, une nouvelle fois par les joueurs de Toronto. À l'issue de la saison, Howe est, pour la première fois de sa carrière, sélectionné dans la seconde équipe d'étoiles de la LNH ; par la suite et jusqu'à sa première retraite, il ne manque que deux sélections dans les équipes d'étoiles de la LNH : en 1954-1955 et en saison 1970-1971.
La Production Line s'améliore encore la saison suivante alors que ses membres terminent aux trois premières places du classement des pointeurs sur la saison régulière : Lindsay premier avec soixante-dix-huit points, Abel deuxième avec soixante-neuf et Howe un point de moins à la troisième place. Lors des séries éliminatoires, l'équipe rencontre à nouveau les Maple Leafs mais cette fois en demi-finale. Lors du premier affrontement entre les deux clubs le 28 mars 1950, Howe se blesse gravement en voulant réaliser une mise en échec sur Ted Kennedy ; ce dernier parvient à éviter le coup et Howe percute durement la bande, la tête la première. Il reste quelques minutes inconscient sur la patinoire avant d'être évacué puis manque le reste des séries alors que son équipe remporte la Coupe Stanley en éliminant les Maple Leafs en sept rencontres puis les Rangers avec le même nombre de matchs joués. Gordie Howe est présent dans la patinoire de son équipe, l'Olympia Stadium de Détroit, lors du sacre de ses coéquipiers. Malgré son absence lors des séries éliminatoires, il fait officiellement partie de l'équipe championne de la Coupe Stanley cette saison.

#### Meilleur pointeur de la LNH et les Coupes Stanley (1950-1954)

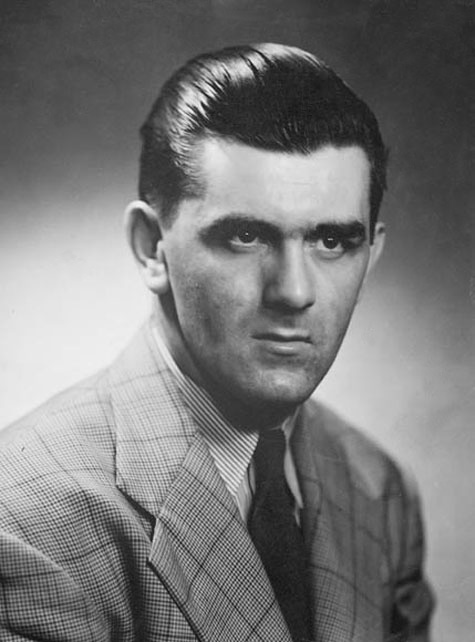
Maurice Richard est tout au long de la carrière de Howe un de ses concurrents directs dans le haut des classements des pointeurs.

Howe revient au jeu pour la saison 1950-1951 et décroche un record à la fin de la saison. Le 17 mars 1951, il inscrit trois buts et une passe décisive lors d'une victoire 8-2 contre les Black Hawks de Chicago ; il dépasse ainsi le record de quatre-vingt-deux points détenu jusque-là par Herb Cain pour le plus haut total de points pour un joueur en une saison. Deux jours plus tôt les Red Wings battent le record pour le nombre de victoires en une saison avec trente-neuf. Finalement, Howe termine la saison régulière avec quatre-vingt-six points et remporte ainsi son premier trophée Art-Ross du meilleur pointeur, le premier d'une série de quatre trophées consécutifs. Les Red Wings terminent premiers de la LNH mais sont éliminés dès le premier tour en six matchs par les Canadiens de Montréal, troisièmes au classement général.
Lors de la saison suivante, les Red Wings comptent sur l'arrivée du jeune Alexander Delvecchio pour donner un nouvel élan à l'équipe. Les résultats suivent effectivement puisque l'équipe termine une nouvelle fois en tête de la LNH. Howe est une nouvelle fois le meilleur pointeur de la ligue avec le même total que l'année passée et il remporte également son premier trophée Hart en tant que meilleur joueur de la LNH. Dans les buts de l'équipe, Terry Sawchuk est désigné meilleur gardien de la ligue et reçoit le trophée Vézina. Au cours des séries éliminatoires, les Red Wings démontrent qu'ils sont les meilleurs de la LNH puisqu'ils viennent à bout des deux équipes qu'ils rencontrent à chaque fois en quatre matchs et ils mettent la main sur la Coupe Stanley.
Les joueurs du Michigan continuent sur leur lancée lors de la saison 1952-1953, ceci malgré le départ d'Abel pour rejoindre les Black Hawks de Chicago ; il est remplacé par Delvecchio sur la ligne de Lindsay et d'Howe. En fin de saison lors d'une victoire 7-1 contre les Rangers, le 5 mars, Howe inscrit deux buts et compte trois passes en plus pour dépasser son record de points en une saison. Trois jours plus tard, l'équipe de Détroit gagne son match contre les Maple Leafs et s'assure ainsi de remporter le titre de meilleure équipe de la LNH, le cinquième consécutif, ce qui constitue un record dans la LNH. À la fin de la saison régulière, Howe totalise quatre-vingt-quinze points pour le plus haut total jamais atteint sur une saison dans la LNH. Howe est donc le meilleur pointeur alors que Lindsay est le deuxième et que Delvecchio est le cinquième pointeur de la LNH mais malgré ce trio offensif, les Red Wings sont éliminés dès le premier tour des séries en s'inclinant en six rencontres contre les Bruins de Boston.
En 1953-1954, Howe est une nouvelle fois le meilleur pointeur de la saison régulière en comptant quatre-vingt-un points, quatorze de plus que son dauphin, Maurice Richard des Canadiens de Montréal. Les Red Wings comptent un sixième titre consécutif de champion de la LNH avec Howe pour le trophée Art, Sawchuk pour le Vézina et Leonard « Red » Kelly qui est le premier récipiendaire du trophée James-Norris en tant que meilleur défenseur. Lors des séries éliminatoires, l'équipe de Détroit élimine celle de Toronto en cinq rencontres puis remporte une nouvelle Coupe Stanley en battant les Canadiens en sept rencontres, le dernier match se soldant par une victoire 2-1 des Red Wings grâce à un but en prolongation de Tony Leswick.

#### Une « troisième » Coupe Stanley (1954-1960)

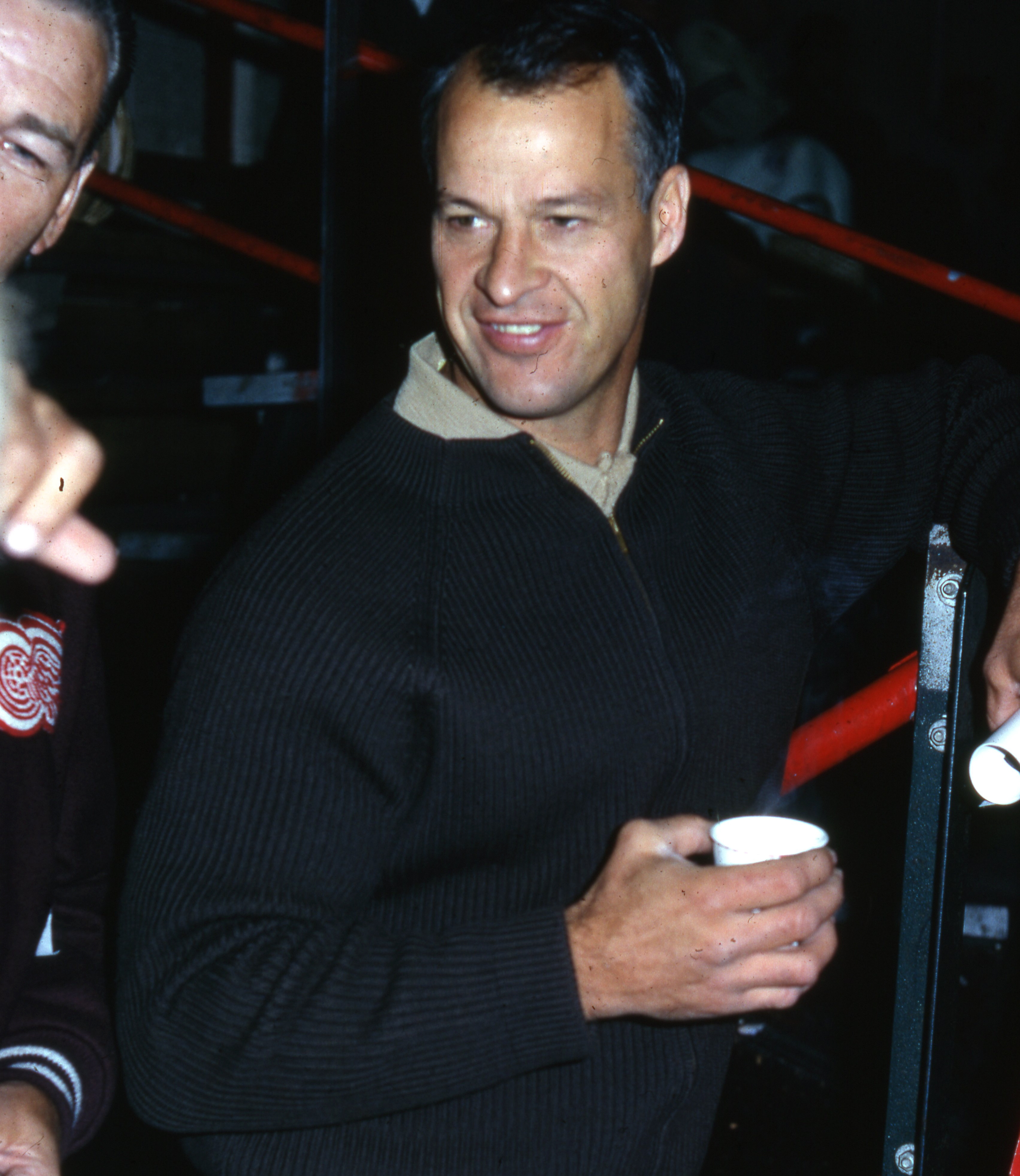
Gordie Howe à la fin des années 1960.

Lors de la saison 1954-1955, les Red Wings finissent une nouvelle fois à la première place du classement mais avec seulement deux points d'avance sur les Canadiens de Montréal. Ces derniers étaient en tête quelques matchs avant la fin du calendrier mais à la suite d'une bagarre au cours d'une rencontre contre les Bruins de Boston, la vedette des Canadiens, Maurice Richard, est suspendu pour la fin de la saison et l'ensemble des séries éliminatoires. Howe termine cinquième pointeur de la LNH et deuxième de la franchise des Red Wings derrière Earl « Dutch » Reibel. Les Red Wings remportent la première ronde des séries en éliminant en quatre matchs sans partage les joueurs des Maple Leafs puis viennent à bout des Canadiens en finale en sept rencontres pour remporter une nouvelle Coupe Stanley. Pour la première fois depuis des années, Howe ne remporte pas d'autres trophées ni d'autres honneurs de la LNH à l'issue de la saison.
Avant les débuts de la saison suivante, les Red Wings réalisent un échange avec les Bruins et Sawchuk quitte la franchise. L'équipe se classe à la deuxième place de la saison régulière derrière les Canadiens de Montréal, et joue une nouvelle fois les séries éliminatoires. Gordie Howe se classe deuxième pointeur de la ligue derrière la vedette de Montréal, Jean Béliveau. Après avoir battu une nouvelle fois les Maple Leafs au premier tour des séries en cinq rencontres, l'équipe de Détroit est opposée aux Canadiens pour la troisième année consécutive. L'équipe de Montréal prend sa revanche en remportant la Coupe Stanley en cinq matchs et aucune autre équipe de la LNH ne mettra la main sur le trophée avant la fin des années 1950.
Le 24 mars 1957, dernier match de la saison 1956-1957, les Red Wings l'emportent 4-1 contre les Maple Leafs de Toronto ; Howe réalise deux passes décisives pour finir pour la cinquième fois de sa carrière à la première place des pointeurs, une nouvelle fois devant Lindsay. Howe remporte également le trophée Hart du meilleur joueur de la saison. Bien que les Red Wings terminent à la première place de la saison, ils sont éliminés dès le premier tour des séries par les Bruins de Boston emmenés par Sawchuk, l'ancien gardien de Détroit.
Abel est de retour au sein de la franchise de Détroit au cours de la saison 1957-1958 alors que Howe décroche un nouveau record dans la LNH le 28 novembre 1957 quand il réalise une passe décisive lors d'une partie nulle, trois buts partout, contre Toronto ; avec quatre cent-neuf passes décisives, il devient le meilleur passeur de l'histoire de la LNH. Sawchuk revient avec les joueurs de Détroit alors que l'équipe termine à la troisième place du classement puis est éliminée dès le premier tour des séries, en quatre matchs sans réplique. Au classement des pointeurs, la ligue est menée par Richard « Dickie » Moore, joueur de Montréal qui compte quatre-vingt-quatre points, sept de plus que Gordie Howe qui est quatrième.
Le 3 mars 1959, une soirée spéciale en l'honneur de Gordie Howe se tient : il reçoit une voiture et découvre dedans ses parents qui viennent le voir jouer pour la première fois depuis ses débuts dans la LNH. Pendant ce temps, les résultats de l'équipe sont décevants et bien que le joueur de la Saskatchewan soit le quatrième pointeur de la saison, Détroit se classe dernière de la saison 1958-1959. Moore inscrit quatre-vingt-seize points au cours de la saison pour battre le record de Howe. En janvier de la saison 1959-1960, Gordie Howe devient le meilleur pointeur de toute l'histoire de la LNH en inscrivant son 947e point au cours de son 888e match. Le 6 mai 1960, Howe remporte son  cinquième trophée Hart du meilleur joueur de la LNH, il est le premier joueur de l'histoire à en remporter cinq au cours de sa carrière. Les Red Wings parviennent à décrocher la dernière place qualificative pour les séries mais ils sont éliminés dès la première ronde en six rencontres par les Maple Leafs de Toronto.

#### Au-dessus des1 000 points
Le 27 novembre 1960, les Red Wings l'emportent sur le score 2-0 contre Toronto avec deux aides de Howe ; ce soir là, Howe rentre dans l'histoire de la ligue en devenant le premier joueur à dépasser la barre des mille points. À l'issue de la saison régulière, L'équipe termine à la même place du classement que la saison passée mais, cette fois, ils parviennent à battre les Maple Leafs mais perdent en finale de la Coupe Stanley en six rencontres contre les Black Hawks de Chicago. Un an après avoir inscrit son millième point, Howe devient le premier joueur de la LNH à jouer son millième match dans la grande ligue puis il termine troisième meilleur pointeur mais ce n'est pas suffisant pour que son équipe se qualifie pour les séries.
Abel devient le nouveau directeur-général de la franchise alors que son ancien coéquipier, Howe, reprend la première place du classement de la saison 1962-1963 et l'équipe se qualifie pour les séries éliminatoires avec la quatrième place du classement. Howe remporte ainsi ses sixièmes trophées du meilleur pointeur et du meilleur joueur de la ligue, les derniers de sa carrière. Lors des séries éliminatoires, les Black Hawks remportent les deux premiers matchs du premier tour mais Howe et ses coéquipiers se reprennent en remportant les quatre rencontres suivantes. Cinq matchs de la série finale sont joués entre les Red Wings de Détroit et les Maple Leafs de Toronto et ce sont ces derniers qui remportent la Coupe Stanley.
Le 10 novembre 1963, Gordie Howe brise un record détenu par Richard en battant la marque de 544 buts établit par le joueur québécois lors d'une victoire 3-0 contre les Canadiens de Montréal en battant Charlie Hodge. L'équipe termine quatrième de la LNH et permet à Howe de jouer une nouvelle fois les séries éliminatoires ; lors du premier tour des séries, les Red Wings jouent contre les Black Hawks, et au cours du cinquième match de la série, le 5 avril, Chicago s'impose 3-2. Lors de cette défaite, Howe inscrit des deux buts de son équipe et devient par la même occasion le meilleur pointeur de l'histoire des séries de la LNH avec cent vingt-sept réalisations en cent vingt-deux apparitions. Les joueurs de Détroit remportent les deux rencontres suivantes pour atteindre la finale de la Coupe Stanley mais ce sont encore une fois les Maple Leafs de Toronto qui s'imposent en sept rencontres.
Pour la première fois depuis la saison 1956-1957, les Red Wings de Détroit terminent à la première place du classement de la LNH ; Howe est le troisième pointeur de la saison derrière Stan Mikita de Chicago qui compte quatre-vingt-sept points alors que Norm Ullman est le meilleur buteur et deuxième aux points derrière Mikita. Mikita et les siens viennent à bout des joueurs de Détroit en sept rencontres dès le premier tour des séries. Détroit glisse de la première à la quatrième place du classement à la fin de la saison 1965-1966. Malgré tout, au cours de la saison régulière, Howe inscrit le six centième but de sa carrière dans la LNH. Les Red Wings et les Black Hawks se rencontrent une nouvelle fois au premier tour des séries mais les joueurs de Détroit prennent leur revanche sur l'année précédente en remportant la série en six rencontres ; néanmoins, ils s'inclinent en finale de la Coupe contre les Canadiens de Montréal en six matchs. Le 19 octobre 1966, les Red Wings jouent le premier match de la saison 1966-1967 et à cette occasion Gordie Howe joue la vingt-et-unième saison de sa carrière dans la LNH pour un nouveau record de la LNH. Il termine cinquième pointeur de la ligue mais cela ne suffit pas à son équipe pour qu'elle se qualifie pour les séries avec une cinquième place.
En 1967, la ligue nationale de hockey décide de passer de six à douze franchises lors du repêchage d'expansion qui voit l'arrivée des North Stars du Minnesota, des Kings de Los Angeles, des Seals d'Oakland, des Flyers de Philadelphie, des Penguins de Pittsburgh et des Blues de Saint-Louis. Ces six nouvelles équipes ont le droit de choisir vingt joueurs parmi les six équipes originales qui ont, pour leur part, le droit de « protéger » leurs douze meilleurs joueurs. Les six nouvelles franchises sont regroupées dans la division Ouest alors que les six équipes originales forment la division Est.
Se faisant plus vieux, il continue de récolter au moins soixante points à chacune des saisons qui suivent sauf lors de sa dernière saison avant sa première retraite. Il connait même sa meilleure saison à l'âge de 42 ans en 1968-1969 où il récolte cent-trois points, sa seule saison avec plus de cent points ; il inscrit son centième point de la saison la veille de son quarante-et-unième anniversaire. Il est alors aligné avec Alex Delvecchio et Frank Mahovlich au sein de The Production Line II. Il joue deux autres saisons avant d'annoncer sa retraite au terme de la saison 1970-1971 en grande partie à des problèmes d'arthrites à son poignet gauche. À ce moment, il termine sa vingt-cinquième saison dans la LNH, toutes avec les Red Wings de Détroit. Le 29 octobre 1970, il devient le premier joueur de la LNH à dépasser la barre des 1 000 passes décisives.

### Sa première retraite

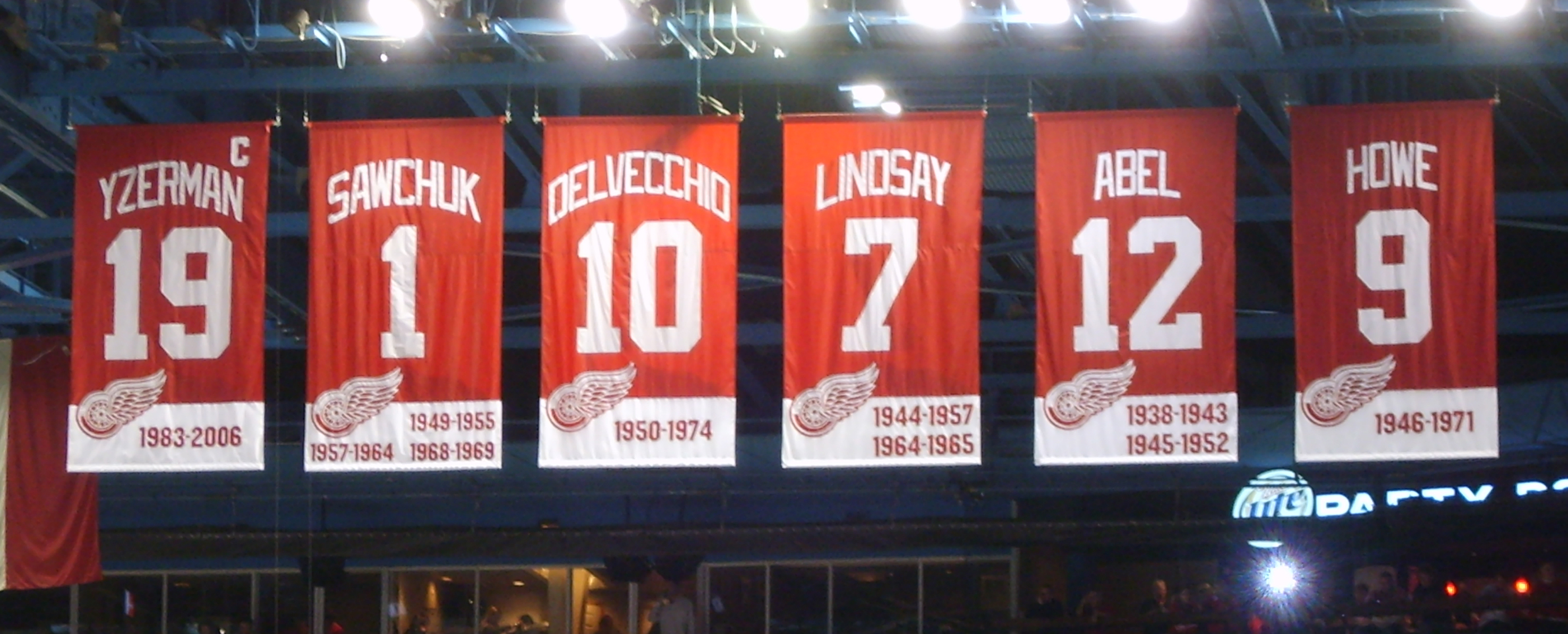
Les maillots retirés par les Red Wings de Détroit ; dans l'ordre de gauche à droite : Yzerman, Sawchuk, Delvecchio, Lindsay, Abel et Howe

Lors de sa première retraite, il détenait tous les records d'importance de la ligue nationale de hockey. En termes de buts (786), d'assistances (1023), de points (1809) et de parties jouées (1687). De plus, il a terminé dans les 5 meilleurs pointeurs de la ligue 20 saisons consécutives, de la saison 1949-1950 à la saison 1968-1969.
Rapidement, il est honoré par diverses organisations : en 1971, il devint Officier de l’Ordre du Canada. Les Red Wings quant à eux, retirèrent le maillot numéro 9 le 12 mars 1972. Il est intronisé la même année au Temple de la renommée du hockey.
Pour son après-carrière, il espérait obtenir un poste dans la direction du club de la LNH. Mais ses chances furent compromises en partie à cause des tensions entre son épouse, Colleen Howe qui s'occupait des affaires de son mari, et le propriétaire de l'équipe, Bruce Norris. Toutefois, malgré les différends, Gordie Howe s'occupa des relations publiques de l'équipe pendant les deux années qui suivirent sa retraite.

### Son retour au hockey dans l'AMH
En 1973-1974, il a une nouvelle opportunité de revenir au jeu avec ses deux fils, Mark et Marty dans l'association mondiale de hockey. Tous les trois s'engagent ensemble pour jouer dans la nouvelle ligue qui en est à sa deuxième saison d'existence ; le père signe un contrat d'un million de dollars pour quatre saisons alors que les deux fils signent également pour quatre ans mais pour 600 000 dollars chacun. Avant de pouvoir jouer, il subira une opération à son poignet gauche afin de diminuer les symptômes de l'arthrite qui l'avaient poussé à la retraite quelques années auparavant.
Le trio père-fils s'engage avec les Aeros de Houston. Gordie Howe a du mal à reprendre le jeu après trois saisons d'arrêt mais au bout d'une semaine de préparation, il va un peu mieux. Ainsi, lors du premier match amical de l'équipe, il inscrit un but au bout de vingt-et-une secondes. Au bout de quinze matchs de la saison régulière, il compte dix-huit points et à la fin du mois de février, il est le meilleur pointeur de l'AMH avec quatre-vingt-quatre points. Finalement, à la fin de la saison, il compte cent points et aide son équipe à remporter pour la première fois le trophée mondial Avco remis à l'équipe qui remporte les séries éliminatoires de l'AMH. Au terme de cette saison, il remporte le trophée Gary-L.-Davidson remis au meilleur joueur de la ligue. Le trophée est renommé dès la saison suivante en son honneur, en devenant le trophée Gordie-Howe. Avec trente-huit buts, Mark Howe est quant à lui désigné meilleure recrue de la saison.
La saison suivante, il aide à nouveau les Aeros à remporter le championnat puis rejoint la LNH pour la saison 1979-1980 ; le 8 avril 1980, il joue les vingtièmes séries éliminatoires de sa carrière dans la LNH et bat le record détenu jusque-là par Red Kelly. Au cours de cette dernière saison, il inscrit 15 buts et 41 points pour les Whalers de Hartford mais son équipe est éliminée dès le premier tour des séries par les Canadiens de Montréal.

### Son dernier match à l'âge de 69 ans en 1997
En 1997, Gordie Howe signe un contrat d'un match avec les Vipers de Détroit de la ligue internationale de hockey pour lui permettre de jouer dans une nouvelle décennie, la sixième depuis ses débuts professionnels que ce soit dans la LNH, dans l'AMH ou encore dans la LIH entre les années 1940 et 1990. Le match a lieu le 3 octobre à Auburn Hills dans le Michigan et Howe joue moins d'une minute lors de cette dernière partie, avant de passer les deux premiers tiers sur le banc de son équipe.

## Vie personnelle
Son frère Vic Howe et ses fils Mark et Marty Howe ont tous été joueurs professionnels de hockey.
En 2009, il perd son épouse Colleen. En 2014, il subit une opération chirurgicale au cours de l'été puis il est victime d'un accident vasculaire cérébral le 26 octobre qui lui fait perdre une partie de la fonctionnalité d'un côté de son corps et lui donne des difficultés pour parler. Depuis, il a eu deux greffes de cellules souches, qui ont amélioré ses capacités à marcher et à parler.
Il meurt le 10 juin 2016 à l'âge de 88 ans.

## Statistiques
| Saison     | Équipe                            | Ligue          |       | Saison régulière | Saison régulière | Saison régulière | Saison régulière | Saison régulière |    | Séries éliminatoires | Séries éliminatoires | Séries éliminatoires | Séries éliminatoires | Séries éliminatoires |
| Saison     | Équipe                            | Ligue          | PJ    | B                | A                | Pts              | Pun              | PJ               | B  | A                    | Pts                  | Pun                  |                      |                      |
| 1943-1944  | Lions de Saskatoon                | SAHA           | 5     | 6                | 5                | 11               | 4                | 2                | 0  | 0                    | 0                    | 6                    |                      |                      |
| 1944       | Lions de Saskatoon                | Coupe Memorial | 2     | 0                | 0                | 0                | 6                |                  |    |                      |                      |                      |                      |                      |
| 1944-1945  | Red Wings de Galt                 | AHO            |       |                  |                  |                  |                  |                  |    |                      |                      |                      |                      |                      |
| 1945-1946  | Knights d'Omaha                   | USHL           | 51    | 22               | 26               | 48               | 53               | 6                | 2  | 1                    | 3                    | 15                   |                      |                      |
| 1946-1947  | Red Wings de Détroit              | LNH            | 58    | 7                | 15               | 22               | 52               | 5                | 0  | 0                    | 0                    | 18                   |                      |                      |
| 1947-1948  | Red Wings de Détroit              | LNH            | 60    | 16               | 28               | 44               | 63               | 10               | 1  | 1                    | 2                    | 11                   |                      |                      |
| 1948-1949  | Red Wings de Détroit              | LNH            | 40    | 12               | 25               | 37               | 57               | 11               | 8  | 3                    | 11                   | 19                   |                      |                      |
| 1949-1950  | Red Wings de Détroit              | LNH            | 70    | 35               | 33               | 68               | 69               | 1                | 0  | 0                    | 0                    | 7                    |                      |                      |
| 1950-1951  | Red Wings de Détroit              | LNH            | 70    | 43               | 43               | 86               | 74               | 6                | 4  | 3                    | 7                    | 4                    |                      |                      |
| 1951-1952  | Red Wings de Détroit              | LNH            | 70    | 47               | 39               | 86               | 78               | 8                | 2  | 5                    | 7                    | 2                    |                      |                      |
| 1952-1953  | Red Wings de Détroit              | LNH            | 70    | 49               | 46               | 95               | 57               | 6                | 2  | 5                    | 7                    | 2                    |                      |                      |
| 1953-1954  | Red Wings de Détroit              | LNH            | 70    | 33               | 48               | 81               | 109              | 12               | 4  | 5                    | 9                    | 31                   |                      |                      |
| 1954-1955  | Red Wings de Détroit              | LNH            | 64    | 29               | 33               | 62               | 68               | 11               | 9  | 11                   | 20                   | 24                   |                      |                      |
| 1955-1956  | Red Wings de Détroit              | LNH            | 70    | 38               | 41               | 79               | 100              | 10               | 3  | 9                    | 12                   | 8                    |                      |                      |
| 1956-1957  | Red Wings de Détroit              | LNH            | 70    | 44               | 45               | 89               | 72               | 5                | 2  | 5                    | 7                    | 6                    |                      |                      |
| 1957-1958  | Red Wings de Détroit              | LNH            | 64    | 33               | 44               | 77               | 40               | 4                | 1  | 1                    | 2                    | 0                    |                      |                      |
| 1958-1959  | Red Wings de Détroit              | LNH            | 70    | 32               | 46               | 78               | 57               | -                | -  | -                    | -                    | -                    |                      |                      |
| 1959-1960  | Red Wings de Détroit              | LNH            | 70    | 28               | 45               | 73               | 46               | 6                | 1  | 5                    | 6                    | 4                    |                      |                      |
| 1960-1961  | Red Wings de Détroit              | LNH            | 64    | 23               | 49               | 72               | 30               | 11               | 4  | 11                   | 15                   | 10                   |                      |                      |
| 1961-1962  | Red Wings de Détroit              | LNH            | 70    | 33               | 44               | 77               | 54               | -                | -  | -                    | -                    | -                    |                      |                      |
| 1962-1963  | Red Wings de Détroit              | LNH            | 70    | 38               | 48               | 86               | 100              | 11               | 7  | 9                    | 16                   | 22                   |                      |                      |
| 1963-1964  | Red Wings de Détroit              | LNH            | 69    | 26               | 47               | 73               | 70               | 14               | 9  | 10                   | 19                   | 16                   |                      |                      |
| 1964-1965  | Red Wings de Détroit              | LNH            | 70    | 29               | 47               | 76               | 104              | 7                | 4  | 2                    | 6                    | 20                   |                      |                      |
| 1965-1966  | Red Wings de Détroit              | LNH            | 70    | 29               | 46               | 75               | 83               | 12               | 4  | 6                    | 10                   | 12                   |                      |                      |
| 1966-1967  | Red Wings de Détroit              | LNH            | 69    | 25               | 40               | 65               | 53               | -                | -  | -                    | -                    | - ;                  |                      |                      |
| 1967-1968  | Red Wings de Détroit              | LNH            | 74    | 39               | 43               | 82               | 53               | -                | -  | -                    | -                    | -                    |                      |                      |
| 1968-1969  | Red Wings de Détroit              | LNH            | 76    | 44               | 59               | 103              | 58               | -                | -  | -                    | -                    | -                    |                      |                      |
| 1969-1970  | Red Wings de Détroit              | LNH            | 76    | 31               | 40               | 71               | 58               | 4                | 2  | 0                    | 2                    | 2                    |                      |                      |
| 1970-1971  | Red Wings de Détroit              | LNH            | 63    | 23               | 29               | 52               | 38               | -                | -  | -                    | -                    | -                    |                      |                      |
| 1973-1974  | Aeros de Houston                  | AMH            | 70    | 31               | 69               | 100              | 46               | 13               | 3  | 14                   | 17                   | 34                   |                      |                      |
| 1974-1975  | Aeros de Houston                  | AMH            | 75    | 34               | 65               | 99               | 84               | 13               | 8  | 12                   | 20                   | 20                   |                      |                      |
| 1975-1976  | Aeros de Houston                  | AMH            | 78    | 32               | 70               | 102              | 76               | 17               | 4  | 8                    | 12                   | 31                   |                      |                      |
| 1976-1977  | Aeros de Houston                  | AMH            | 62    | 24               | 44               | 68               | 57               | 11               | 5  | 3                    | 8                    | 11                   |                      |                      |
| 1977-1978  | Whalers de la Nouvelle-Angleterre | AMH            | 76    | 34               | 62               | 96               | 85               | 14               | 5  | 5                    | 10                   | 15                   |                      |                      |
| 1978-1979  | Whalers de la Nouvelle-Angleterre | AMH            | 58    | 19               | 24               | 43               | 51               | 10               | 3  | 1                    | 4                    | 4                    |                      |                      |
| 1979-1980  | Whalers de Hartford               | LNH            | 80    | 15               | 26               | 41               | 42               | 3                | 1  | 1                    | 2                    | 2                    |                      |                      |
| 1997-1998  | Vipers de Détroit                 | LIH            | 1     | 0                | 0                | 0                | 0                | -                | -  | -                    | -                    | -                    |                      |                      |
| Totaux AMH | Totaux AMH                        | Totaux AMH     | 419   | 174              | 334              | 508              | 399              | 78               | 28 | 43                   | 71                   | 115                  |                      |                      |
| Totaux LNH | Totaux LNH                        | Totaux LNH     | 1 767 | 801              | 1 049            | 1 850            | 1 685            | 157              | 68 | 92                   | 160                  | 220                  |                      |                      |

## Trophées et honneurs personnels

### Liste des trophées
- 1948-1949 : nommé dans la seconde équipe d'étoiles
- 1949-1950 :
  - coupe Stanley
  - nommé dans la seconde équipe d'étoiles
- 1950-1951 :
  - nommé dans la première équipe d'étoiles
  - trophée Art-Ross en tant que meilleur pointeur de la LNH avec 86 points
- 1951-1952 :
  - nommé dans la première équipe d'étoiles
  - trophée Art-Ross avec 86 points
  - trophée Hart du meilleur joueur
  - coupe Stanley
- 1952-1953 :
  - nommé dans la première équipe d'étoiles
  - trophée Art-Ross avec 95 points
  - trophée Hart
- 1953-1954 :
  - nommé dans la première équipe d'étoiles
  - trophée Art-Ross avec 81 points
  - coupe Stanley
- 1954-1955 :
  - coupe Stanley
- 1955-1956 : nommé dans la seconde équipe d'étoiles
- 1956-1957 :
  - nommé dans la première équipe d'étoiles
  - trophée Art-Ross avec 89 points
  - trophée Hart
- 1957-1958 :
  - nommé dans la première équipe d'étoiles
  - trophée Hart
- 1958-1959 : nommé dans la seconde équipe d'étoiles
- 1959-1960 :
  - nommé dans la première équipe d'étoiles
  - trophée Hart
- 1960-1961 : nommé dans la seconde équipe d'étoiles
- 1961-1962 : nommé dans la seconde équipe d'étoiles
- 1962-1963 :
  - nommé dans la première équipe d'étoiles
  - trophée Art-Ross avec 86 points
  - trophée Hart
- 1963-1964 : nommé dans la seconde équipe d'étoiles
- 1964-1965 : nommé dans la seconde équipe d'étoiles
- 1965-1966 : nommé dans la première équipe d'étoiles
- 1966-1967 :
  - nommé dans la seconde équipe d'étoiles
  - trophée Lester-Patrick pour les services rendus au hockey pour les États-Unis
- 1967-1968 : nommé dans la première équipe d'étoiles
- 1968-1969 : nommé dans la première équipe d'étoiles
- 1969-1970 : nommé dans la première équipe d'étoiles
- 1973-1974 :
  - trophée Gary-L.-Davidson du meilleur joueur de l'AMH

### Honneurs
- Nommé Officier de l'Ordre du Canada en 1971.
- Membre du temple de la renommée du hockey depuis 1972.
- 2012 : reçoit l'Ordre du hockey au Canada [45].
- 2017 : nommé parmi les 100 plus grands joueurs de la LNH à l'occasion du centenaire de la ligue[46].

## Records
Au jour de sa retraite, Gordie Howe possède plusieurs records de la LNH qui sont toujours d'actualité au début de la saison 2020-2021. 
- Plus grand nombre de saisons jouées avec 26 saisons[47] ;
- Plus grand nombre de buts en saison régulière par un ailier droit avec 801 buts[48] ;
- Joueur le plus âgé de la LNH à 52 ans et 10 jours[49] ;
- Vingt saisons consécutives parmi les cinq meilleurs pointeurs de la saison régulière[50].

Au moment de sa retraite, il est le meilleur buteur, passeur et pointeur de la ligue mais ses records sont dépassés par la suite :
- par Wayne Gretzky et Aleksandr Ovetchkine pour le nombre de buts ; Gretzky termine sa carrière avec 894 buts[47] ;
- par Gretzky, Ron Francis, Mark Messier, Raymond Bourque, Paul Coffey, Adam Oates, Steve Yzerman et Jaromir Jagr pour le nombre de passes décisives[51] ;
- Gretzky, Messier et Jagr pour le nombre de points[47].
- par Patrick Marleau pour le nombre de matchs jouées en saison régulière dans la LNH, qui est actuellement à 1768 matchs jouées dans la LNH.

À sa retraite, il est également le seul joueur à avoir remporté quatre trophées Hart et quatre trophées Art-Ross au cours de quatre saisons consécutives, mais par la suite, Gretzky remporte sept trophées Art-Ross consécutifs et également huit trophées Hart.

## Dans la culture populaire
- Dans l'épisode 15 de la troisième saison des Simpson, Bart se fait passer pour Gordie Howe pour séduire son institutrice Edna Krapabelle.